# Jonathan D. Kramer
Jonathan Donald Kramer (Hartford, 7 december 1942 – New York, 3 juni 2004) was een Amerikaanse componist, muziekpedagoog en muziekcriticus.

## Levensloop
Kramer studeerde bij Pierre Boulez, Leon Kirchner en Billy Jim Layton aan de Harvard-universiteit in Cambridge en behaalde aldaar zijn Bachelor of Music in 1965 met magna cum laude met de proefschrift Tonality in the Music of Bartók's Middle Period. Daarna studeerde hij bij Karlheinz Stockhausen aan de Universiteit van Californië - Davis (1966-1967). Vervolgens studeerde hij bij Jean-Claude Eloy, Richard Felciano, Andrew W. Imbrie, Roger Sessions en Seymour Shifrin aan de Universiteit van Californië - Berkeley en behaalde zijn Master of Music in 1967. Aan deze universiteit voltooide hij ook zijn studies en promoveerde tot Ph.D. (Philosophiæ Doctor) in muziek in 1969 met zijn compositie Variations for Band. Verder studeerde hij in 1967-1968 bij John Chowning computermuziek aan de Stanford-universiteit in Stanford.
Hij was als docent werkzaam aan de Universiteit van Californië - Berkeley (1969-1970), aan het Oberlin Conservatory of Music in Oberlin (1970-1971), aan de Yale-universiteit in New Haven (1971-1978) en aan het Cincinnati College-Conservatory of Music (CCM) in Cincinnati (1978-1990). Vanaf 1988 werkte hij als docent voor muziektheorie en compositie aan de Columbia-universiteit in New York. Hij was gastdocent aan verschillende universiteiten en conservatoria in het buitenland, zoals aan het King's College London, de Canberra School of Music, aan de "School of Music" van de Universiteit van Western Australia in Perth, het Rockefeller Studie-Centrum in Bellagio alsook tijdens de "International Society for Contemporary Music (ISCM) Summer Workshop for Composers" in Polen. 
Kramer is auteur van een vijftigtal muziektheoretische boeken. Hij was lange jaren muziekcriticus voor het San Francisco Symphony Orchestra alsook voor het Cincinnati Symphony Orchestra.
Als componist schreef hij werken voor verschillende genres. Kramer was van 1984 tot 1992 huiscomponist van het Cincinnati Symphony Orchestra. Hij achterliet twee stichtingen (Foundations).

## Composities

### Werken voor orkest
- 1970 Requiem for the Innocent, voor orkest
- 1981-1983 Moments in and out of Time, voor orkest
- 1986-1987 Musica pro Musica, voor orkest
- 1988-1989 About Face, voor orkest
- 1996 Remembrance of a People, voor spreker ad libitum, piano en strijkorkest - tekst: Roger Goodman
- 2000 Rewind, a semi suite voor orkest - opgedragen aan: Jesús López Cobos
  1. Cincy in C
  2. An old tune
  3. Blues period
  4. Fast forward

### Werken voor harmonieorkest
- 1967-1969 Variations
- 1975-1976 Moving Music, voor 13 klarinetten (klarinetkoor)
- 2001 Obsessions

### Muziektheater

#### Toneelmuziek
- 1970-1972 Blue Music, voor acteur en bandrecorder
- 1973-1976 Fanfare, voor 2 acteurs en bandrecorder
- 1988 En noir et blanc, voor acteur, danser en piano (2 spelers)

#### Multimediale werken
- 1969-1970 ''For Borken Piano, voor truck, scheerschuim-/crème, vruchtensalade, toilet, vrouw, San Francisco, kleurentelevisie, bandrecorder en overheadfolie (of vel)
- 1970-1973 An Imaginary Dance, voor bandrecorder en overheadfolie (of vel)
- 1970-1973 Irrealities, voor 2 dansers, bandrecorder en overheadfolie (of vel)

### Vocale muziek

#### Werken voor koor
- 1982-1983 No Beginning, No End, voor gemengd koor en orkest - tekst: Peretz Markish, vertaald door Armand Schwerner
- 1985-1986 Into the Labyrinth, voor gemengd koor en piano - tekst: Molly Myerowitz
  1. Myth
  2. Silky
  3. Multiple choice
  4. Theorem
  5. Theater of a dream

### Kamermuziek
- 1968 Septet, voor dwarsfluit, hobo, fagot, harp, viool, altviool en cello
- 1971 One for Five in Seven, Mostly, voor dwarsfluit, hobo, klarinet, hoorn en fagot
- 1980-1981 Licks, voor 3 contrabassen
- 1984 Atlanta Licks, voor dwarsfluit, klarinet, viool, altviool, cello en piano
- 1988-1992 A Game, voor cello en piano
- 1990 Another Sunrise, voor dwarsfluit, hobo, fagot, altviool, cello, piano en slagwerk
- 1992-1993 Notta Sonata, voor 2 piano's en 2-3 slagwerkers
- 1995 Serbelloni Serenade, voor klarinet, viool en piano
- 1996 Remembrance of a People, voor spreker ad libitum, strijkkwartet, contrabas en piano - tekst: Roger Goodman
- 1998 Surreality Check, voor viool, cello en piano
- 2000 Imbrication, voor dwarsfluit, klarinet, viool, altviool en cello
- 2002-2003 Imagined Ancestors, voor klarinet, viool, cello en piano vierhandig

### Werken voor piano
- 1966 Music for Piano I
- 1967 Music for Piano II
- 1968 Music for Piano III
- 1969-1972 Music for Piano IV
- 1970-1978 Five Tunes
- 1979-1980 Music for Piano V
- 1997 Music for Piano VI "Whirled Piece"

### Werken voor klavecimbel
- 1976-1977 Five Studies on Six Notes
- 1984-1985 The Sunrise Sonata

### Werken voor klarinet
- 1965-1966 Three Pieces
- 1989 Another Anniversary - speler spreekt ook een tekst van Barney Childs

### Werken voor gitaar
- 1978 Five Studies on Six Notes

### Werken voor slagwerk
- 1980 Five Studies on Six Notes, voor 3 slagwerkers

### Elektroakoestische muziek
- 1972-1973 The Canons of Blackearth, voor 4 slagwerkers en bandrecorder
- 1974 Renascence, voor klarinet, bandrecorder en bandrecorder-vertragingssysteem

## Publicaties
- Tonality in the Music of Bartók's Middle Period, Honors thesis Harvard University, 1965. 90 p.
- Variations for Band, Thesis Ph.D. - University of California, Berkeley, 1969.
- Discontinuity and Proportion in the Music of Stravinsky, in: "Confronting Stravinsky: Man, Musician, and Modernist", Jann Pasler, University of California Press, 1986. ISBN 978-0-520-05403-5 pp. 174-194
- The Time of Music : New Meanings, New Temporalities, New Listening Strategies, New York: Schirmer Books, London: Collier Macmillan Publishers, 1988. 493 p., ISBN 978-0-028-72590-1
- Listening to Music - The Essential Guide to the Classical Repertoire, London: Lime Tree, 1988. 798 p., ISBN 978-0-413-45331-0
- Listen to the Music - A self-guided Tour through the Orchestral Repertoire : based on Program Notes written for the "Cincinnati Symphony Orchestra", 1980-89, New York: Schirmer Book; London: Collier Macmillan Publishers, 1988. 816 p., ISBN 978-0-028-71842-2 ISBN 978-0-028-71841-5; ook in Spaanse vertaling: Invitación a la música, Buenos Aires: Vergara, 1993.
- Uitgever van: Time in Contemporary Musical Thought, Chur; New York: Harwood Academic Publishers; London, England: Distributed by STBS, 1993. 254 p., ISBN 978-3-718-65364-5
- CSO Symphony 100 : Cincinnati Symphony Orchestra : Jesús López-Cobos, Musical Director : Centennial Season, 1994-95 handbook, Cincinnati (Ohio): Cincinnati Symphony Orchestra, 1994. 224 p.
- Beyond Unity: Toward an Understanding of Postmodernism in Music and Music Theory, in: Concert Music, Rock, and Jazz since 1945: Essays and Analytical Studies, Rochester: University of Rochester Press, 1995. pp. 11-33
- "Postmodern Concepts of Musical Time", Indiana Theory Review 17, 1997.
- The Nature and Origins of Musical Postmodernism Current Musicology 66 (Spring 1999). Republished in Postmodern Music/Postmodern Thought, ed. Judy Lochhead and Joseph Auner, New York: Routledge, 2002; Spaanse vertaling: La naturaleza y los orígenes del posmodernismo musical, in: Hueso húmero, No. 60, Dic. 2012. pp. 72-89
- Analytic interlude: Anton Webern's opus 29, in: Time of music, pp. 183-200
- Concepts postmodernes du temps musical, in: Le temps et la forme, pp. 297-322